# Роджер, Струан
Струан Роджер (англ. Struan Rodger; род. 18 сентября 1946, Манчестер, Ланкашир) — британский актёр, который появился во многих ролях второго плана. Он кратко появился в фильме «Кто убивает лучших европейских поваров?» в 1978 году, но его первой главной ролью в кино была роль друга и тренера Эрика Лидделла, Сэнди Макграта, в оскароносном фильме 1981 года «Огненные колесницы». Его поздние фильмы включают «Бриллиантовые головы» (1989), «Четыре свадьбы и одни похороны» (1994), «Безумие короля Георга» (1994) и «Звёздная пыль» (2007).
Вероятно, наиболее известен исполнением роли мужа Барбары Флинн в телевизионном детективе «Chandler & Co». Он также озвучил лицо Бо в сериях «Новая Земля» и «Пробка» сериала «Доктор Кто».
Роджер также появился в эпизодах сериалов «Мисс Марпл», «Мегрэ» и «Убийства в Мидсомере», а также в четвёртом сезоне сериала «Горец».
В 2009 году, он появился в театральной постановке «Первое домино» на Брайтоновском фестивале. В 2014 году, он появился в роли таинственного Трёхглазого Ворона в эпизоде «Дети» сериала «Игра престолов»; он был заменён Максом фон Сюдовом, когда персонаж вновь появился в шестом сезоне.